# Dhankuta (huyện)

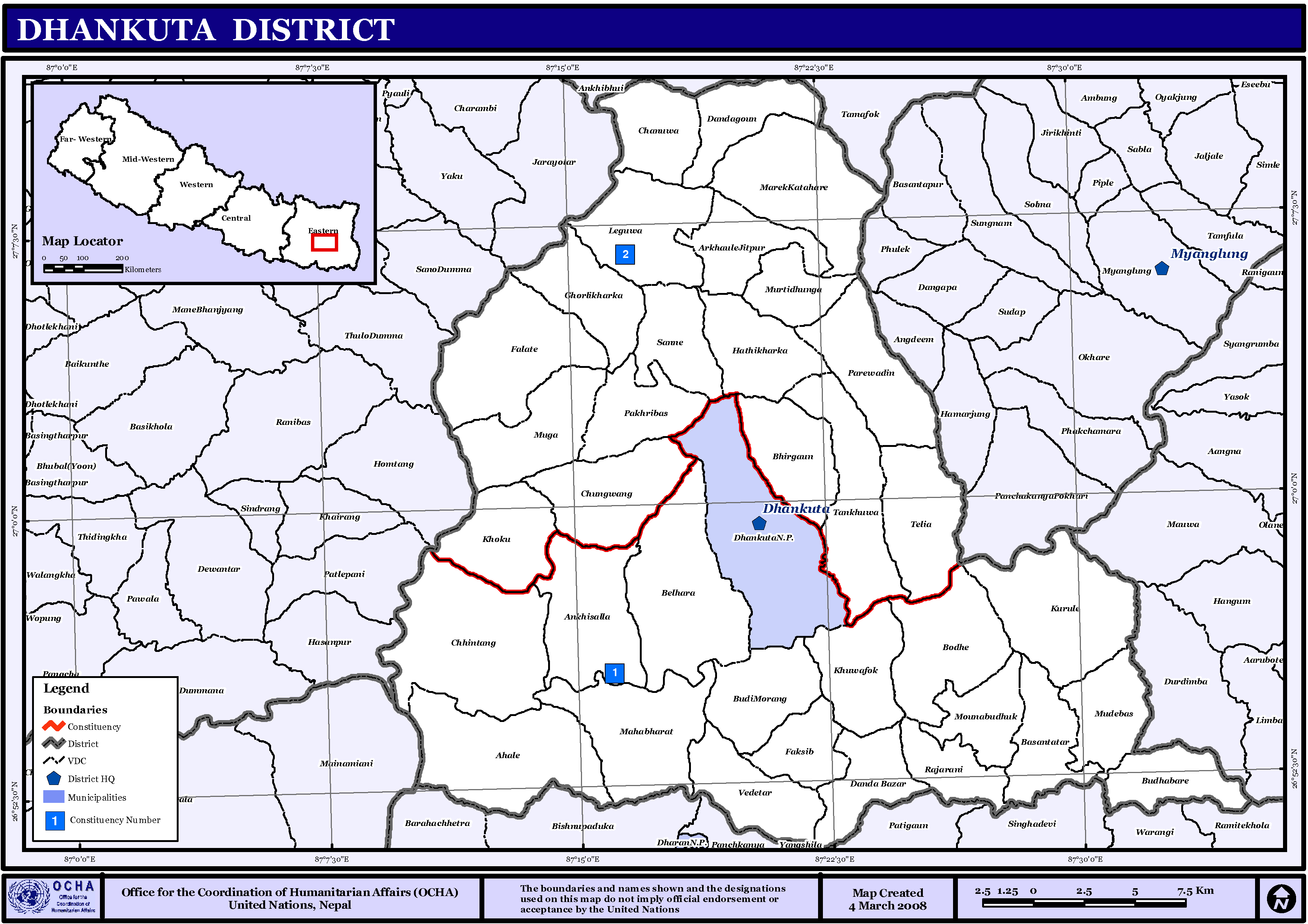
Dhankuta

Dhankuta (tiếng Nepal:धनकुटा) là một huyện thuộc khu Kosi, vùng Đông Nepal, Nepal. Huyện này có diện tích 891 km², dân số thời điểm năm 2001 là 166479 người.

## Dân số
Biến động dân số giai đoạn 1952-2001:
| Năm    | 1971   | 1981   | 1991   | 2001   |
| ------ | ------ | ------ | ------ | ------ |
| Dân số | 107649 | 129781 | 146386 | 166479 |